# Europacup I hockey vrouwen 1987
De 14de Europacup I hockey voor vrouwen werd gehouden van 5 tot en met 8 juni in Wassenaar. Het deelnemersveld bestond uit 8 teams. HGC won deze editie door in de finale het Duitse KHTC Blau-Weiss te verslaan.

## Uitslag poules

### Poule A
| Team                     | Pnt | GS | W | G | V | DV | DT | DS  |
| ------------------------ | --- | -- | - | - | - | -- | -- | --- |
| 1. HGC                   | 6   | 3  | 3 | 0 | 0 | 16 | 1  | +15 |
| 2. Slough HC             | 4   | 3  | 2 | 0 | 1 | 9  | 7  | +2  |
| 3. Glasgow Western LHC   | 2   | 3  | 1 | 0 | 2 | 10 | 6  | +4  |
| 4. Royal Uccle Sport THC | 0   | 3  | 0 | 0 | 3 | 0  | 21 | -21 |

Uitslagen
- A Western - Uccle 8-0
- A HGC - Slough 6-0
- A HGC - Western 4-1
- A Slough - Uccle 7-0
- A Western - Slough 1-2
- A HGC - Uccle 6-0

### Poule B
| Team                   | Pnt | GS | W | G | V | DV | DT | DS |
| ---------------------- | --- | -- | - | - | - | -- | -- | -- |
| 1. KHTC Blau-Weiss     | 6   | 3  | 3 | 0 | 0 | 7  | 1  | +6 |
| 2. Andizhanka Andizhan | 4   | 3  | 2 | 0 | 1 | 5  | 3  | +2 |
| 3. Portadown HC        | 2   | 3  | 1 | 0 | 2 | 5  | 6  | -1 |
| 4. Real Sociedad       | 0   | 3  | 0 | 0 | 3 | 1  | 8  | -7 |

Uitslagen
- B Andizhanka - Portadown 3-1
- B Blau-Weiss - Real Sociedad 3-0
- B Portadown - Blau-Weiss 1-2
- B Andizhanka - Real Sociedad 2-0
- B Portadown - Real Sociedad 3-1
- B Andizhanka - Blau-Weiss 0-2

## Finales

#### 7de plaats
7-8 Uccle - Real Sociedad 3-1

#### 5de plaats
5-6 Western - Portadown 3-0

#### 3de plaats
3-4 Andizhanka - Slough 2-1

#### Finale
1-2 HGC - Blau-Weiss 1-0

## Einduitslag
1. HGC
2. KHTC Blau-Weiss
3. Andizhanka Andizhan
4. Slough HC
5. Glasgow Western
6. Portadown HC
7. Royal Uccle Sport THC
8. Real Sociedad